# Porta de São Jorge

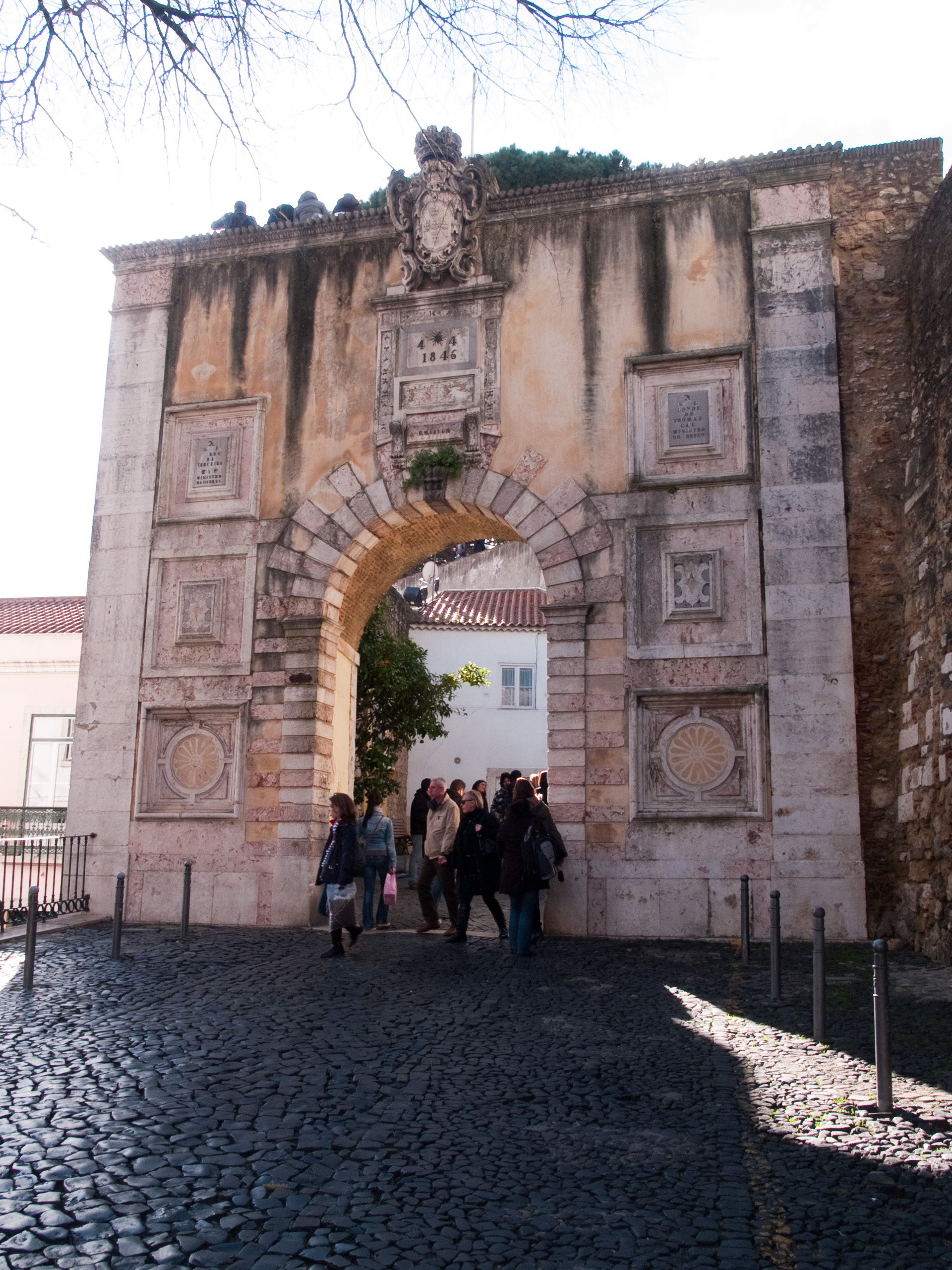
Porta de São Jorge

A Porta de São Jorge é uma antiga porta da cidade de Lisboa, inserida na cerca moura da cidade. É a principal porta do Castelo de São Jorge, em Lisboa.
Após atravessa-la, do lado esquerdo, existe um nicho com uma imagem do padroeiro, São Jorge. Aqui residia o corpo da guarda antes do terramoto de 1755.